# 公証役場
公証役場（こうしょうやくば。公証人役場ともいう）とは、公正証書の作成、私文書の認証、確定日付の付与等を行う役場である。各法務局が所管し、公証人が執務する。公証人独立採算制がとられている点が一般の官公庁と異なる特徴である。
公証役場は全国に約300カ所存在する。電子定款認証に対応する指定公証人の配置が現在進められている。

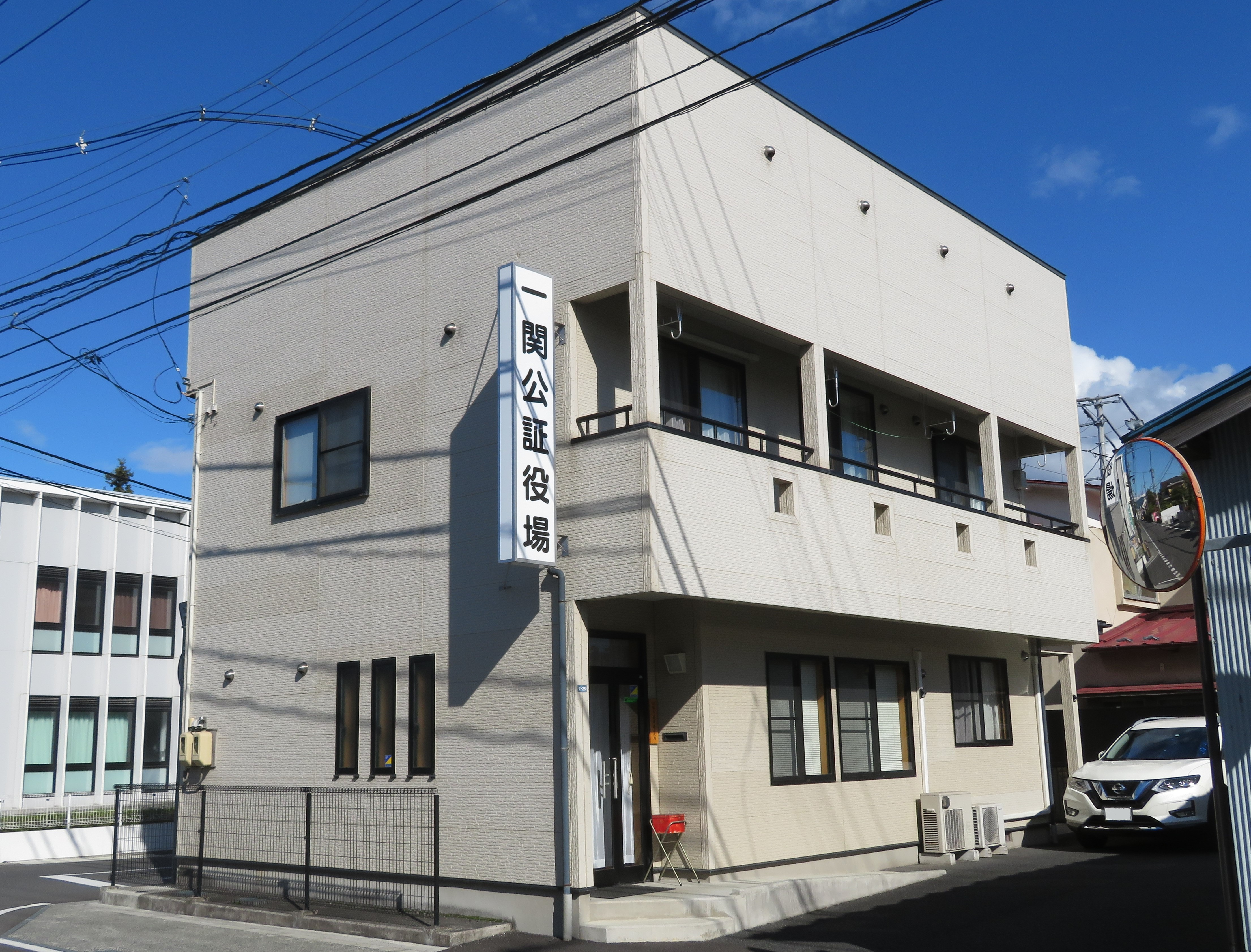
公証役場の建物（一関公証役場）

## 全国の公証役場

### 札幌法務局管内
北海道
札幌、大通、札幌中、小樽、岩見沢、室蘭、苫小牧、滝川、函館合同、旭川合同、名寄、釧路合同、帯広合同、北見

### 仙台法務局管内
宮城県
仙台合同、仙台一番町、石巻、古川、大河原
青森県
青森合同、弘前、八戸
岩手県
盛岡合同、宮古、一関、花巻
秋田県
秋田合同、能代
山形県
山形、鶴岡、米沢
福島県
福島合同、郡山合同、白河、会津若松、いわき、相馬

### 東京法務局管内
東京都
霞ヶ関、日本橋、渋谷、神田、池袋、大森、新宿、文京、上野、浅草、丸の内、京橋、銀座、新橋、芝、麻布、目黒、五反田、世田谷、蒲田、王子、赤羽、小岩、葛飾、錦糸町、向島、千住、練馬、中野、杉並、板橋、麹町、浜松町 、八重洲、大塚、赤坂、高田馬場、昭和通り、新宿御苑前、武蔵野、立川、八王子、町田、府中、多摩
茨城県
水戸合同、土浦、日立、取手、下館、鹿嶋
栃木県
宇都宮合同、足利、小山、大田原
群馬県
前橋合同、太田、高崎合同、桐生、伊勢崎、富岡
埼玉県
浦和、川口、春日部、川越、熊谷、越谷、秩父、東松山、大宮、所沢
千葉県
千葉中央、千葉合同、船橋、市川合同、木更津、銚子、松戸、柏、成田、館山、茂原
神奈川県
博物館前本町、横浜駅西口、関内大通り、尾上町、みなとみらい、鶴見、上大岡、川崎、溝ノ口、藤沢、横須賀、小田原、平塚、厚木、相模原
新潟県
新潟合同、長岡合同、上越、三条、新発田
山梨県
甲府、大月
長野県
長野合同、上田、松本、諏訪、飯田、伊那、佐久
静岡県
静岡合同、沼津合同、熱海、富士、浜松合同、掛川、袋井、下田

### 名古屋法務局管内
愛知県
葵町、熱田、名古屋駅前、春日井、一宮、半田、岡崎合同、豊田、豊橋合同、西尾、新城
富山県
富山合同、高岡、魚津
石川県
金沢合同、小松、七尾 
福井県
福井合同、武生、敦賀
岐阜県
岐阜合同、大垣、美濃加茂、高山、多治見
三重県
津合同、松阪合同、四日市合同、伊勢、伊賀上野

### 大阪法務局管内
大阪府
梅田、平野町、本町、江戸堀、難波、上六、枚方、堺合同、岸和田、東大阪、高槻
滋賀県
大津、長浜、近江八幡
京都府
京都合同、宇治、舞鶴、福知山
兵庫県
神戸、伊丹、尼崎合同、明石、姫路東、姫路西、洲本、豊岡、龍野、加古川
奈良県
奈良合同、高田
和歌山県
和歌山合同、田辺、御坊、新宮、橋本

### 広島法務局管内
広島県
広島合同、東広島、呉、尾道、福山、三次
鳥取県
鳥取合同、米子、倉吉
島根県
松江、浜田
岡山県
岡山公証センター、岡山合同、倉敷、津山、笠岡
山口県
山口、徳山、岩国、下関唐戸、宇部、萩

### 高松法務局管内
香川県
高松、丸亀
徳島県
徳島
愛媛県
松山合同、八幡浜、新居浜、宇和島、今治
高知県
高知合同、中村

### 福岡法務局管内
福岡県
福岡、博多、久留米、大牟田、小倉合同、八幡合同、田川、直方、飯塚、行橋、筑紫
佐賀県
佐賀合同、唐津
長崎県
長崎合同、諫早、佐世保、島原
熊本県
熊本合同、 八代、天草
大分県
大分合同、中津、日田
宮崎県
宮崎合同、都城、延岡、日南
鹿児島県
鹿児島合同、川内、鹿屋、名瀬
沖縄県
那覇合同、沖縄